# スタンリー・クニッツ

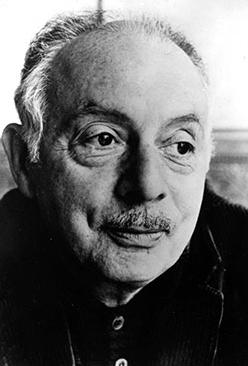
スタンリー・クニッツ

スタンリー・クニッツ（Stanley Kunitz, 1905年7月29日 - 2006年5月14日）は、アメリカ合衆国マサチューセッツ州ウースター出身の詩人。

## 経歴
ユダヤ系、ロシア系、リトアニア系の血をひく家系に生まれ、仕立て職人だった父はクニッツが生まれる前に自殺した。15歳のときに家を出て、肉屋の手伝いを経てウースターの新聞記者となった。1926年にハーバード大学で英文学を学ぶ。大学院への進学を望んでいたが、アングロ・サクソンの学生はユダヤ人に教えてもらいたがらないと告げられる。
ハーバード大学を出た後は、ウースターで再び記者を務めた後、ニューヨークで編集者として働く。1930年に初めての詩集を出版。第二次世界大戦中は良心的兵役拒否を行った。戦後は多くの大学で教師のキャリアを積む。1959年、「Selected Poems 1928-1958」でピューリッツァー賞 詩部門を受賞。
1974年から1976年までアメリカ議会図書館でPoet Laureate Consultant（桂冠詩人）として務めた。ルイーズ・グリュックをはじめ多くのアメリカの詩人に影響を与えた。
1993年に国民芸術勲章を受賞。1995年、「Passing Through: The Later Poems」で全米図書賞を受賞。
プロビンスタウンにファイン・アーツ・ワーク・センターを、ニューヨークに「ポエトリー・ハウス」を設立するなど、社会活動にも熱心だった。
2006年にマンハッタンで没した。